# Lovagrend
A lovagrendek a lovagok, a papok és laikusok olyan szervezett csoportjai, a lovagi méltóság társadalmi előjogai és kiváltságai nélkül, amelyekben a lovagok jelenléte az alapvető és meghatározó elem. Jellemzően a keresztes hadjáratok eredeti katolikus katonai rendjei (militaris ordo) idején vagy azok ihletésére jöttek létre, párosulva a középkori lovagiasság eszméivel.
Az eredeti ideál a szerzetes és lovag (monachus et miles) képében rejlett, akik egy rendben (ordo) egy keresztény célnak szentelték magukat. A középkori első lovagrendek olyan egyházi rendek voltak, amelyeket azért alapítottak, hogy megvédjék és kísérjék a Szentföldre zarándokló hívőket, illetve a területet visszaszerezzék a keresztények számára. A Templomos Lovagok mintaként szolgáltak az összes többi számára.
A későbbiekben a fejedelmek és uralkodók kezdeményezésére világi vagy udvari lovagrendek is létrejöttek, például az Aranygyapjas rend. Ezek a nemességhez és a dinasztiához kapcsolódtak és hatalmukat erősítették.

## Egyházi lovagrendek
Az egyházi lovagrendek (latinul religio militaris) elsősorban nemesekből álló quasi szerzetes intézmény, mely szerzetesi jellege miatt különbözött a késő középkori, legtöbbször királyi kezdeményezésből született és udvarhoz kötött lovagi rendtől. Tagjai az evangéliumi tanácsokra tettek fogadalmat. Feladatuk betegápolás, zarándokok fegyveres védelme, és a kereszténység ellenségeivel szemben katonai beavatkozás. Egy lovagrend teljes jogú lovagokból, káplánokból, szolgáló testvérekből, nővérekből és testvérületi tagokból áll. A kommendatúrákba, baleárdokba és provinciákba szervezett lovagrend legfőbb vezetője a nagymester. A kereszténység határterületein (Palesztina, Szíria, Ibériai-félsziget, Keleti-tenger térsége) kiépített várrendszerük a gyors katonai beavatkozás lehetőségét is biztosította. A lovagrend őstípusa a Templomos Lovagrend, ehhez hasonlóan szerveződött a Jeruzsálemi Szent János Lovagrend, a Jeruzsálemi Szent Sír Lovagrend, a Német Lovagrend, a Szent Lázár Lovagrend, a magyar alapítású Szent István Lovagrend (stefaniták) és az 1979-ben alapított Templomos Lovagrend – Krisztus szegény Lovagjainak Rendje. 
A keresztes hadjáratok idején (11-12. sz.) a lovagrendek a szentföldi zarándokutak védelmére, az iszlám elleni harc céljából jöttek létre. Tagjai szerzetesi fogadalmat tettek. E lovagrendek elsősorban kórházi szolgálatot végeztek, és csak néha katonáskodtak. Az Ibériai-félszigeten 1150 után alakult lovagrendek (Évorai, Calatravai, Alkantarai, Santiago, Montesa, Szent György, Avis stb.) eleinte szorosan kapcsolódtak a monasztikus és kanonokrendekhez, de hamarosan széles körű autonómiát nyertek. Tagjaik egyszínű köpenyt viseltek meghatározott színű kereszttel. Gazdagságuk heves bírálatokat váltott ki, főként amikor a lovagrendek elveszítették eredeti rendeltetésüket. Ennek lett végeredménye 1312-ben a templomosok föloszlatása. Míg a spanyol és portugál lovagrendek egyre inkább a király befolyása alá kerültek, addig a Német Lovagrend 1225-ben Poroszországban, a Jeruzsálemi Szent János Lovagrend 1310-ben Rhodoszon, majd 1530-ban Málta szigetén önálló államot alkotott.

## Világi lovagrendek
A világi lovagrendek nagy része arisztokratákból álló, kis létszámú társaság (Magyarországon Zsigmond király korában a Sárkány Lovagrend) volt. A legrégebbi világi lovagrend az 1326. április 24-én, Szent György napján Károly Róbert király által alapított Szent György Lovagrend. Mária Terézia alapította 1764-ben a Magyar Királyi Szent István-rendet. A lovagi kultúra a 14.században Nyugat- Európában hanyatlásnak indult,a lovagi eszmék és erkölcsi szabályok a 16.századig befolyásolták a nyugati civilizációt.

## Az ókori Rómában
A köztársaság kori Rómában az a réteg, amely a politikai életben közvetlenül nem vett részt. Szállítással, adóbérlettel foglalkoztak, Róma törvényei értelmében kénytelenek voltak lemondani a politikai pályáról, nem vállalhattak hivatalt.

## Tűroszi Vilmos feljegyzései
„XII. 7. Ugyanabban az évben [1118] néhány nemes férfiú a lovagok sorából, buzgók, vallásosak és istenfélők, a patriarcha úr kezében a szerzetes kanonok módjára Krisztus szolgálatára kötelezték magukat: tisztaságban, engedelmességben és tulajdon nélküli életre örökös fogadalmat tettek. Ezek között az elsők és legfőbbek tiszteletre méltó férfiak voltak: Hugues de Payens és Geoffrey de Saint Audemar. Mivel sem templomuk, sem saját házuk nem volt, a király ideiglenesen lakást engedett nekik abban a palotában, mely az Úr temploma mellett dél felé van. Az Úr templomának kanonokjai pedig azt a térséget, mely az említett palota körül terül el, bizonyos feltételek mellett átengedték melléképületek emelésére. A király úr pedig előkelőivel, a patriarcha úr viszont az egyházak főpapjaival birtokaiktól bizonyos javadalmakat engedtek át neki ételre és ruházkodásra vagy ideiglenesen, vagy véglegesen. Az első dolog, amire őket a patriarcha úr és a többi püspök bűnbocsánat mellett kötelezte, az volt, hogy az utakat, főként a zarándokok biztonsága érdekében a rablóktól és útonállóktól őrizzék. Alapításuk után kilenc évvel is még világi öltözetben jártak, és azokat a ruhákat használták, melyeket az emberek ajándékoztak nekik lelkük üdvére. Végül a kilencedik évben a franciaországi Troyes mellett zsinatot tartottak. Ezen részt vettek a reimsi és soissons-i érsek urak az alájuk rendelt püspökökkel, továbbá az albanói püspök, mint az apostoli szék követe... Itt Honorius pápa és István jeruzsálemi patriarcha úr kívánságára szabályt állapítottak meg és fehér öltözetet írtak elő részükre. Mikor pedig már kilenc esztendeje folytatták ezt az életmódot és még mindig kilencen voltak, számuk hirtelen növekedni kezdett, és birtokaik is megsokasodtak. [Azután pedig] Jenő pápa úr idejében, ahogy beszélik, vörös posztóból, hogy mások közt felismerhetőek legyenek, keresztet varrattak a köpenyeikre, mind a lovagok, mind az alsóbbrendű testvérek, kiket szolgálóknak mondanak. Seregük oly mérhetetlenül megnövekedett, hogy ma már a konventben közel 300 lovag van, kik fehér chlamysba [köpenybe] öltözködnek, nem számítva a testvéreket, kiknek csaknem végtelen a száma. A tengeren túl és innen hatalmas birtokaik vannak úgyannyira, hogy nincs már a keresztény világban olyan tartomány, mely javaiból e testvéreknek részt nem engedett volna, és azt mondják, hogy gazdaságuk a királyokéval vetekedik…”

Amikor a számuk már mintegy 300 fő volt, az alapítók közül ketten Európába hajóztak 1126-ban, hogy rendjüknek pápai jóváhagyást szerezzenek. A ciszterci reform vezéralakja, Clairvaux-i Szent Bernát felkarolta ügyüket. II. Balduin jeruzsálemi király Bernátnak írott levele szerencsésen fennmaradt:

„A templomos testvérek, akiket Isten tartományunk megoltalmazására gyűjtött egybe, és akiknek különleges védelmet nyújt, szeretnék elnyerni az apostoli jóváhagyást, és életük rendjének külön szabályozását. […] Mivel jól tudjuk, mekkora jelentősége van a Te közbenjárásodnak Istennél, valamint az ő helytartójánál és a többi európai uralkodónál, a Te gondjaidra bízzuk ezt a kettős törekvést, amelynek sikerén igen örvendeznénk. Legyen a templomosok szabályzata olyan, ami megfelelő oly férfiak számára, akik harci zaj közepette élnek, de egyszersmind olyan, hogy elfogadható legyen a keresztény fejedelmek számára is, akiknek ők értékes támogatóik. Amennyire Rajtad áll, és ha Istennek úgy tetszik, törekedj rá, hogy az ügynek gyors és sikeres kimenetele legyen.”

Bernát kieszközölte II. Honoriusz pápánál, hogy Troyes városába zsinatot hívjon össze, ahol a lovagok előadhatják kérelmüket a pápai legátus és más egyházi, illetve világi személyek előtt. Az 1128. január 13-án összeült zsinat végül elfogadta a rendet, így az innentől fogva kizárólag a pápának volt alárendelve, semmilyen más világi, vagy kisebb egyházi hatalom nem bíráskodhatott felette. A rend eddig a bencés regulát követte, akárcsak a johanniták, Bernát segítségével a zsinat azonban új szabályzatot szövegezett meg a rendnek. A szabályzat 72 cikkelyből állt, ebben éppúgy benne foglaltatott a rend hierarchiája, mint az öltözködésre, étkezésre, vagy a hadviselésre vonatkozó leírások is. Mivel a templomosok nem csak lovagok, hanem egyúttal szerzetesek is voltak, ezért a regula meghatározta a napi imádságok számát is, ahogy az más szerzetesrendeknél is szokás. Bernát atya később így jellemezte őket:

„Első helyen áll a fegyelem és a korlátlan engedelmesség. Ki-ki azonmód jár-kél, amiképpen elöljárója megparancsolja. Mindenki a neki juttatott öltözéket viseli [...] senki nem [...] kedvére […] látja el magát élelemmel. […] A táplálkozást és a ruházatot illetően ki-ki megelégszik a legszükségesebbel, és kerüli mindazt, ami fölösleges. A templomosok mértékletesen és boldogan élnek közösségeikben asszonyok és gyermekek nélkül. Azért, hogy lehetőség szerint közelítsenek az apostoli életmódhoz, valamennyien azonos feltételek között, egyazon házban laknak. Az egyforma gondolkodás és békés együttélés kedvéért semmit sem mondhatnak tulajdonuknak. Számukra ismeretlen az illetlen beszéd, a haszontalan foglalatosságok, a hangos nevetés, a titkos pusmogás, de még az elfojtott kuncogás is. A sakkot és a kockajátékot megvetik, vadászni csak oroszlánra vadásznak. Lenézik a komédiásokat, a szemfényvesztőket, a fecsegőket és a kétértelmű dalokat csakúgy, mint a bohócok vaskos tréfáit, mert ez a Templom lovagjai számára értelmetlen, üres ostobaság. Hajukat rövidre nyírják, mert szerintük férfinak szégyenletes hosszú hajat viselni. Öltözködésük a lehető legegyszerűbb, és ritkán fürdenek. Mocskosak és szőrrel borítottak, bőrük megbarnul a láncing viselésétől és a napsütéstől.”

A rendbe belépőknek hármas (engedelmességi, szüzességi és szegénységi) fogadalmat kellett tenniük. A templomosok azonban idővel hatalmas vagyonra tettek szert (igaz, a kincs a rend közös tulajdonát képezte), ezzel táptalajt adva a fennállásuk alatt és később is terjedő róluk szóló hiedelmeknek, babonáknak és legendáknak.

## Mai lovagrendek
- 56-os Szabadságharcos Lovagrend
- Magyar Pálinka Lovagrend
- Szent György Lovagrend
- Lovagrendek eredetéről, alapításáról, működéséről és jogállásáról